# برز (ایزد)
بُرز، نام فارسی میانه برای خدا یا الوهیت هند و ایرانی آب می باشد. برز همچنین در برخی متون اوستایی، باعنوان اهورا برزانت نیز، شناخته می شود، و درعین حال از وی در نوشته‌های اوستایی و ودیک سانسکریت، با عنوان آپام نپات نیز، نام برده شده است. برز یا برز ایزد، در واقع یکی از ایزدان آیین زرتشتی محسوب می‌شود که بعدها به اساطیر ایرانی نیز، راه یافته است.
شرق‌شناس و ایرانشناس مشهور، مری بویس نشان داده است که در شکل اولیهٔ ایزد ایرانی، آپام نپات، بسیاری از ویژگی‌های مشابه صورت نخستین ایزد هند و ایرانی، ورونا، گنجانیده شده است و از این جهت شاید بتوان گفت که این ایزد به نوبه خود ممکن است معادل با ورو-کاشا (اقیانوس درخشان) که از اساطیر ایران محسوب می شود، تلقی گردد.
در اساطیر ایرانی، آپام نپات همچنین متضمن برخی جنبه‌های نظامی نیز هست و گفته می‌شود که این عنوان [که گاه بر یکی از پادشاهان اسطوره ای ایران یعنی فریدون نیز اطلاق شده است]، برای حفاظت و پاسداری در برابر شورش‌ها و ناآرامی‌ها نیز، کاربرد داشته است.